# Hermipo de Esmirna
Hermipo de Esmirna (em grego clássico: Ἕρμιππος ὁ Σμυρναίος) foi um filósofo peripatético. Apelidados por escritores antigos como o Calimáqueo (em grego clássico: ό Καλλιμάχειος), pode-se inferir que ele era um discípulo de Calímaco em meados do século III a.C. Da mesma forma, o fato de ele ter escrito a vida de Crisipo indica que ele viveu até o final do século.

## Obra
Seus escritos parecem ter sido de grande importância e valor. Eles são citados repetidamente pelos escritores antigos, sob muitos títulos, dos quais, no entanto, a maioria, se não todos, parecem ter sido capítulos de sua grande obra biográfica, que é frequentemente citada sob o título de Vidas (Bioi). O trabalho continha as biografias de muitas figuras antigas, incluindo oradores, poetas, historiadores e filósofos. Dentre elas, ela continha a mais antiga biografia conhecida de Aristóteles, bem como de filósofos como Pitágoras, Empédocles, Heráclito, Demócrito, Zenão, Sócrates, Platão, Antístenes, Diógenes, Estilpo, Epicuro, Teofrasto, Heráclides, Demétrio Falero e Crísipo. O trabalho foi perdido, mas outras obras o citam extensivamente.